# 阿蓋芙刺鎧蝦
阿蓋芙刺鎧蝦（学名：Munida agave）为鎧甲蝦科刺鎧蝦屬下的一个种。